# NK 9. lipanj Bazik
NK 9. lipanj je hrv. bosanskohercegovački nogometni klub iz Bazika.

## Povijest
Klub je osnovan 1970. godine.

## Vanjske poveznice
- Facebook